# Castell de Peramola
El Castell de Peramola és un edifici de Peramola (Alt Urgell) declarat bé cultural d'interès nacional.

## Història
El castell de Peramola és documentat des de l'any 1071, quan Arnau Mir de Tost el va deixar en el seu testament al seu net, Guerau II de Cabrera, vescomte d'Àger. Més endavant apareix en documents dels anys 1088 i 1095, com a límit del castell de Gavarra.
La baronia de Peramola englobava també Tragó de Segre, Cortiuda, Castell-llebre i Nuncarga. Els primers titulars foren els Peramola, i el 1428, a la mort sense  descendència del baró Bernat Guillem de Peramola, fou succeït pel seu nebot Guillem Ramon Desbrull i de Peramola. Cap al 1500, la baronessa Brianda Desbrull va deixar la població, i aquell mateix segle, la baronia passà a mans de la família aragonesa dels Zurita. El 1573, la baronessa Peronella de Zurita i Castro es va casar amb Pere Galceran de Pinós i Fenollet, vescomte de Canet i Illa, i la baronia va passar a mans del seu fill Miquel de Castro-Pinós i de Zurita, que morí el 1607 sense descendència legítima. Aleshores, va retornar a mans de Peronella, que el 1616 la va cedir al seu fill Joan, que moriria també sense descendència el 1635.
La baronia passaria a la seva germana Marianna, i a la seva mort el 1654, a la seva altra germana Francesca, vídua en segones noces de Juan Francisco Cristóbal Fernández de Híjar y Fernández de Heredia, duc d'Híxar. El 1666, la baronia passà a mans de Jaime de Silva y Fernández de Híjar (1625-1700), fill d'Isabel Margarita Ferrandis d'Híxar i Castro-Pinós i de Rodrigo de Silva y Sarmiento, marquès d'Alenquer. El 1714, la seva filla Rosa de Silva y Pimentel, baronessa de Peramola, es va casar amb Baltasar Soler de Marrades-Vic y Cernesio, comte de Sallent, que morí el 1729.
En el seu testament del 1739, Rosa de Silva llegà la baronia al seu confessor, el prevere Antonio de Navarrete. Això va motivar un litigi per part dels seu hereus, però finalment, cap al 1755, el seu germà Jacinto va aconseguir que la hi adjudiquessin. Fou succeït pel seu fill Antonio de Navarrete y Montiel, i aquest pel seu fill Francisco de Navarrete y Sebastián (1771-1807), que el 1793 establí una concòrdia amb Pedro Pablo de Alcántara Fernández de Híjar y Abarca de Bolea, duc d'Híxar, per la qual aquest renunciava a la baronia de Peramola en favor dels Navarrete.
El seu fill Pedro de Alcántara de Navarrete y de la Torre (1802-1855) morí sense descendència i fou succeït pel seu nebot José de Castañeda y de Navarrete (1818-1890), i aquest pel seu germà Carlos de Castañeda y de Navarrete (1835-1902), mort sense descendència. Aquell mateix any, el seu oncle Florencio Ceruti y de Castañeda (1859-1924) va obtenir la carta de successió del títol, que continua en mans dels seus descendents.
En aquella època, el castell fou venut, i el 1913 s'hi establí la seu del Centre Agrícola Mutualista de Peramola, i el 1936, a l'inici de la Guerra Civil, el comitè revolucionari local. Acabat el conflicte, acollí la secció local de la FET i de ls JONS, i posteriorment, un casal parroquial, d'on deriva el seu nom popular.

## Descripció
Les restes de l'antic castell se situen a la part alta del nucli urbà de Peramola, en diferents edificis del carrer Cap de Carrer. En la façana d'una d'aquestes cases són visibles deu fileres de pedres regulars de diferents mides que corresponen al castell, i dins del Casino hi ha uns baixos coberts amb volta, que tenen continuació en les edificacions del voltant.